# آن در گرین گیبلز
آن در گرین گیبلز (به انگلیسی: Anne of Green Gables) اولین جلد از مجموعه داستان‌های آن شرلی اثر لوسی ماد مونتگمری است.
این کتاب به ۲۰ زبان زندهٔ دنیا ترجمه شده، تاکنون ۵۰ میلیون نسخه از آن به فروش رفته است و در مدارس نیز تدریس می‌شود. فیلم‌ها، سریال‌ها، تئاترهای موزیکال و نمایش‌های متعددی به اقتباس از این کتاب تولید شده‌اند. مونتگومری شخصیت ظاهری آن شرلی را از تصویر اِوِلین نِسبیت که از مجلهٔ متروپولیتن نیویورک چیده و به دیوار اتاقش نصب کرده بود، وام گرفت.

## خلاصه داستان

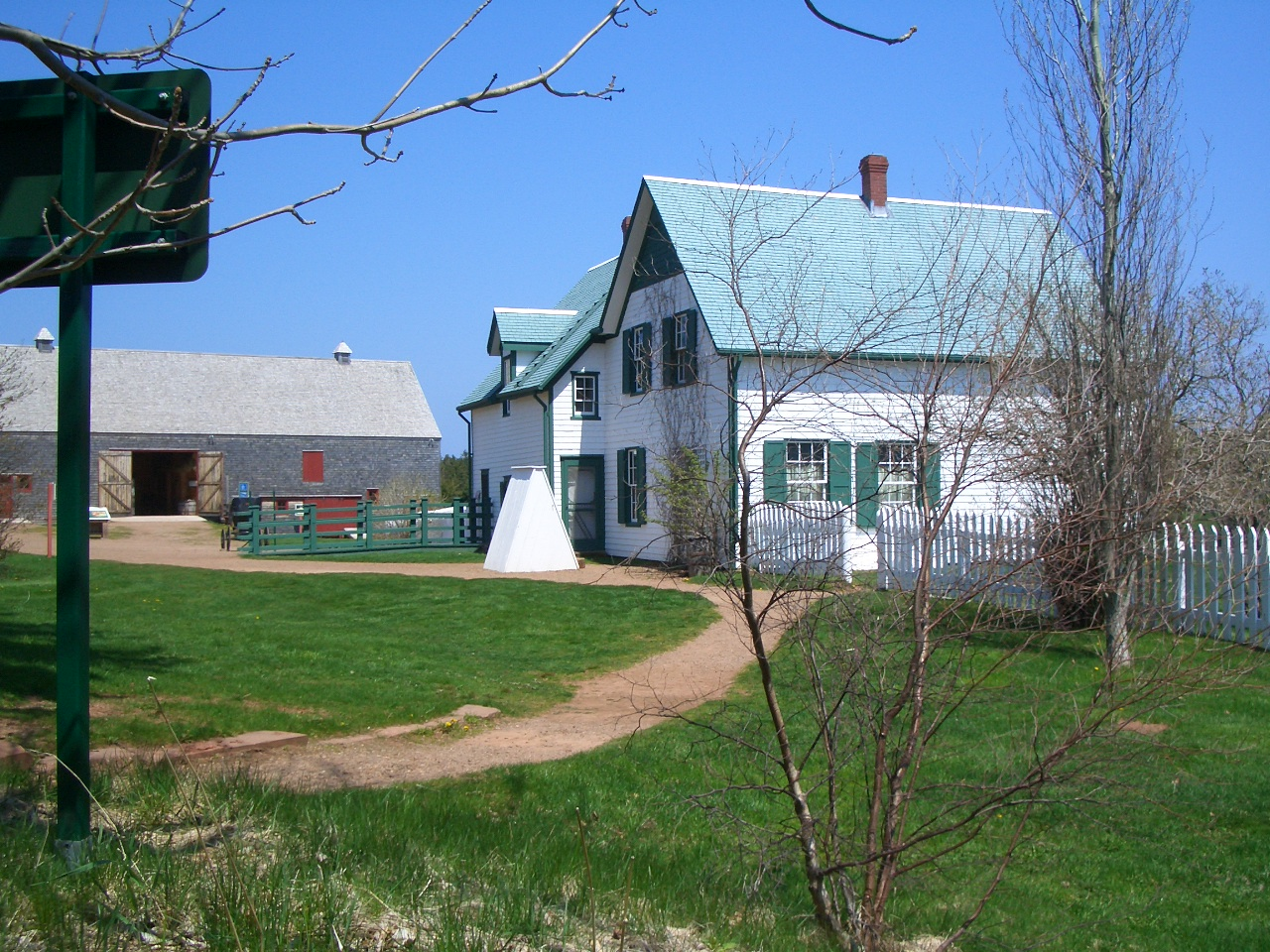
خانه مزرعه گرین گیبلز در کاوندیش، جزیره پرنس ادوارد

در این کتاب، آن شرلی در قالب یک دختربچه ۱۱ ساله، پا به گرین گیبلز می‌گذارد. ماریلا و متیو کاتبرت، خواهر و برادری مزرعه‌دار هستند و صاحب گرین گیبلز محسوب می‌شوند. آنها تصمیم می‌گیرند سرپرستی پسربچه ۱۰–۱۱ ساله‌ای را به عهده بگیرند اما کسی که مسئولیت داشته یتیم مورد نظر را از یتیم‌خانه به گرین گیبلز ببرد، به اشتباه دختربچه‌ای به نام آن شرلی را که والدینش را هنگامی که سه‌ماهه بوده از دست داده، به گرین گیبلز می‌آورد و آنه در آنجا ماندگار می‌شود و به جای کمک به متیو در کشاورزی، در خانه‌داری به ماریلا کمک می‌کند و ماجراهای جذابی به وجود میاورد. او دوستی صمیمی به نام دایانا بری دارد و خیلی اتفاقات باعث جدا شدن این دو دوست می‌شود ولی آن دو همواره باکمک هم سعی دارند به دوستیشان پایبند بمانند.

## مجموعه کتابهای آن شرلی
1. آن در گرین گیبلز (Anne of Green Gables - ۱۹۰۸)
2. آن در اونلی (Anne of Avonlea - ۱۹۰۹)
3. آن در جزیره (Anne of the Island - ۱۹۱۵)
4. آن در خانه رؤیاها (Anne's House of Dreams - ۱۹۱۷)
5. آن در ویندی پاپلز (Anne of Windy Poplars - ۱۹۳۶)
6. آن در اینگل ساید (Anne of Ingleside - ۱۹۳۹)

کتابهای زیر راجع به بچه های آن و یا دیگر دوستان خانودگی‌شان است. آن در این کتابها حضور دارد اما نقش کمتری بر عهده دارد:
1. درهٔ رنگین کمان (Rainbow Valley - ۱۹۱۹)
2. ریلا در اینگل ساید (Rilla of Ingleside - ۱۹۲۱)
3. از بلایت ها نقل شده است (The Blythes Are Quoted - ۲۰۰۹)[۲]